# Mawela Kanasi
Mawela Kanasi (Kinshasa, 16 aprile 1975) è un'ex cestista della Repubblica Democratica del Congo.

## Carriera
Con la RD del Congo ha disputato i Campionati mondiali del 1998.